# URNA
URNA (чеш. Útvar rychlého nasazení, подразделение быстрого реагирования) — подразделение специального назначения чешской полиции, созданное после распада Чехословакии для противостояния организованной преступности и терроризму.

## История
Создан под названием Direktorat в августе 1981 года как группа немедленного реагирования для пресечения массовых волнений. Комплектование осуществлялось из действующих сотрудников полицейских и армейских частей.
- 1981—1985 годы: процесс начального становления подразделения.
- 1985 год: отряд, получив название «Odbor zvláštního urcení» или «отдел специальных мероприятий», был переведен в структуру министерства внутренних дел.
- 1988—1989 годы: активное участие в подавлении антикоммунистических акций протеста.
- 1989 год: смена названия на «Jednotka rychlého zásahu Federální policejní sluzby» (JRZ FPS) или «группа немедленного вмешательства федеральных сил полиции»; реформа общей концепции боевого применения отряда и смена специализации на борьбу с похищениями людей, нейтрализацию особо опасных криминальных элементов и противодействие организованной преступности.
- февраль 1990 года: отряд принимает участие в освобождении заложников и получает современное название.

В составе коалиционных сил НАТО отряд занимался обеспечением безопасности чешских дипломатов в Ираке.

## Организационные особенности
Штаб-квартира располагается в одном из южных пригородов Праги. Отряд состоит в структуре службы криминальной полиции Чешской Республики и находится в постоянной готовности. Командир отряда (Либор Лохман) непосредственно подчиняется начальнику полиции, однако право отдать приказ на боевое применение подразделения принадлежит министру внутренних дел. При получении приказа дежурная группа способна начать действовать в любой точке страны через 45 минут. Следующие четыре часа отводятся на приведение в боевую готовность еще одной команды и 24 часа — на приведение в боевую готовность всего подразделения. Полная численность личного состава около 110 человек. Состав:
- командование осуществляющее административные функции, а также включающее в себя структуры обеспечения: снабженцев, юристов, логистов, техников и т. д.
- оперативная секция (sekce rychlého nasazení) для осуществления силовых акций состоит из трех штурмовых команд (zásahové skupiny) по 21 человек, разделенных на подкоманды из пяти бойцов.
- специальная секция (sekce speciálních sluzeb) в составе которой снайперы, связисты, квалифицированные специалисты по ведению переговоров, десантники, водители, разведчики и др.

## Международная деятельность
Отряд сотрудничает и активно обменивается опытом с аналогичными подразделениями по всему миру, среди них:
- 22-й полк SAS Великобритании,
- спецподразделения GIGN и RAID Франции,
- бельгийская команда SIE,
- итальянские GIS и NOCS,
- шведская CTU,
- словацкая UOU
- и др.